# Ronen Sen

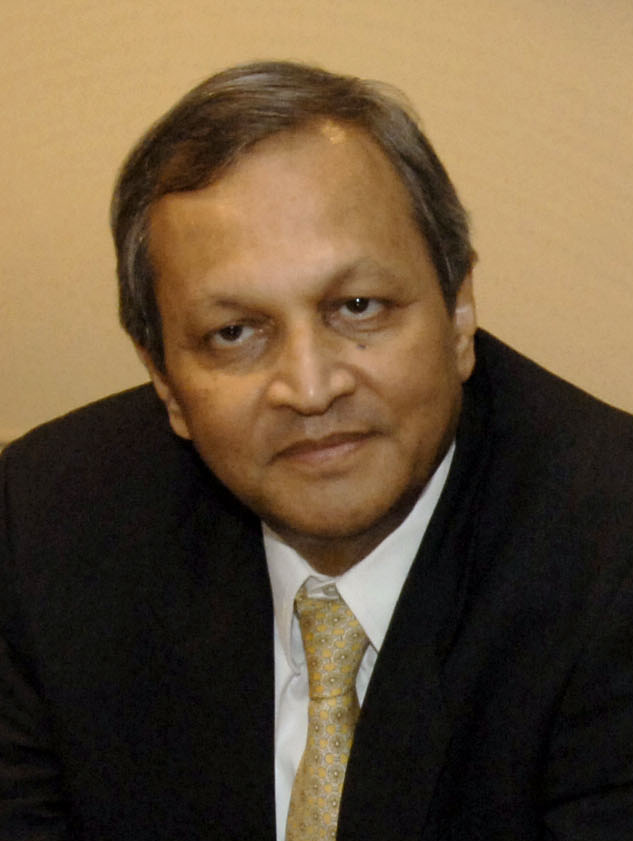
Ronen Sen

Ranendra „Ronen“ Sen (* 9. April 1944 in Pune) ist ein ehemaliger indischer Diplomat.

## Leben
Ronen Sen ist der Sohn von Satyendra Mohan Sen, er ist mit M. Kalpana verheiratet. Sen machte seinen Bachelor am St. Xavier’s College, Kolkata und trat im Juli 1966 in den auswärtigen Dienst. Von 1966 bis 1972 wurde er in Moskau beschäftigt, anschließend arbeitete er von 1972 bis 1974 in San Francisco. In den Jahren 1974 bis 1977 war er in Dhaka, Bangladesch, tätig.
Sen wurde 1978 Gesandtschaftssekretär bei der indischen Mission bei der IAO in Wien, wo er bis 1980 arbeitete. Anschließend war er von 1981 bis 1984 in Moskau, wo er vom Gesandtschaftsrat zum Gesandten befördert wurde. Er fungierte von 1986 bis September 1991 als Privatsekretär der indischen Ministerpräsidenten Rajiv Gandhi und Vishwanath Pratap Singh, bevor er bis August 1992 Botschafter in Mexiko-Stadt war. Die nächsten Stationen als Botschafter führten ihn von Oktober 1992 bis Oktober 1998 wieder nach Moskau und von Oktober 1998 bis Mai 2002 nach Bonn. Danach war er von Mai 2002 bis April 2004 Hochkommissar des Commonwealth in London.
Von 2005 bis 3. August 2007 war er an den Verhandlungen zu einem Section 123 Agreement zwischen der Regierung von George W. Bush und Manmohan Singh beteiligt.
| Vorgänger                  | Amt                                             | Nachfolger                                     |
| -------------------------- | ----------------------------------------------- | ---------------------------------------------- |
| Uday Chand Soni            | indischer Botschafter in Mexiko-Stadt 1991–1992 | Alan Pascal Nazareth                           |
| Alfred Silvester Gonsalves | indischer Botschafter in Moskau 1992–1998       | Satinder Kumar Lambah                          |
| Satinder Kumar Lambah      | indischer Botschafter in Bonn 1998–2002         | Tirumalai Cunnavakum Anandan Pillai Rangachari |
| Hardeep Singh Puri         | indischer Hochkommissar in London 2002–2004     | Kamalesh Sharma                                |